# Alta via camuna
L'alta via camuna, conosciuta anche con il nome di sentiero n. 2, è un sentiero alpino a lunga percorrenza (alta via) che si svolge tra Ponte di Legno e Vezza d'Oglio, passando per il Passo Gavia. L'itinerario sovrasta la parte settentrionale dell'alta Val Camonica in provincia di Brescia, all'interno del Parco nazionale dello Stelvio. Il percorso è segnalato dal segnavia del CAI, costituito da strisce bianche e rosse con il numero 2.

## Caratteristiche
L'alta via camuna è un percorso di trekking che si svolge per 40 km a quote comprese fra i 2000 e i 3000 m s.l.m., tranne che nella salita/discesa del tratto iniziale e finale. Il percorso prevede due svalicamenti a quota più elevata: il passo dei Tre Signori (3050 m s.l.m.) e il passo di Pietra Rossa (2963 m s.l.m.). Sebbene sia agevole, ben segnato, è adatto ad escursionisti esperti e nei due passi si possono incontrare difficoltà senza un'adeguata esperienza ed attrezzatura, specialmente per la presenza di neve anche a stagione avanzata. Il passo dei Tre Signori, in particolare, prevede un breve tratto attrezzato e spesso è necessario attraversare un tratto ghiacciato anche a stagione inoltrata.
Lungo il percorso si incontrano resti di insediamenti militari della prima guerra mondiale: trincee, muraglie, caverne, e altre opere. Sono presenti due bivacchi e due rifugi, che rendono possibile la traversata in 4 o 5 giorni con semplici tappe intermedie da 4/7 ore.
Tipicamente il sentiero si percorre da Ponte di Legno a Vezza d'Oglio , ma alcune guide consigliano l'opposto. I vantaggi principali di una o dell'altra scelta dipendono dalle preferenze personali dell'escursionista, in base al numero di tappe, all'ammontare e alla tipologia del dislivello quotidiano da affrontare.

## Itinerario

### Da Ponte di Legno al rifugio Bozzi
Dall'inizio della strada per il Passo Gavia, si parte da Ponte di Legno (1300 m) per arrivare al rifugio Bozzi (2478 m).
Un'alternativa più comoda per raggiungere il rifugio Bozzi tagliando la prima parte dell'alta via è la partenza da Case di Viso (1758 m) e la carrereccia che porta direttamente al rifugio.
Accanto al rifugio Bozzi, resti della prima guerra mondiale sono stati restaurati e messi in sicurezza ed è possibile visitarli, anche in tratti sotterranei.

### Dal rifugio Bozzi al bivacco Linge
Dal rifugio Bozzi il sentiero n.2 si mantiene in quota lungo la testata della Valle di Viso fino ad arrivare ai laghetti di Ercavallo. Superati i laghetti ci si dirige verso la Bocchetta dei Tre Signori (3050 m), dove si scende con l'ausilio di una corda e si attraversa un tratto di ghiacciaio, più o meno grande a seconda della stagione e dell'annata. Si scende così a passo Gavia dove c'è la possibilità di appoggiarsi al rifugio Bonetta (2656 m) e partendo dal Lago Nero si scende verso il frequentato bivacco Linge (2289), dove si può pernottare se si trova posto tra i 16 posti letto disponibili nei letti a castello. A mezz'ora di strada lungo il sentiero 58 che dal Linge scende verso Sant'Apollonia c'è il rifugio Valmalza che ha ulteriori 18 posti letto.

### Dal bivacco Linge al bivacco Saverio Occhi

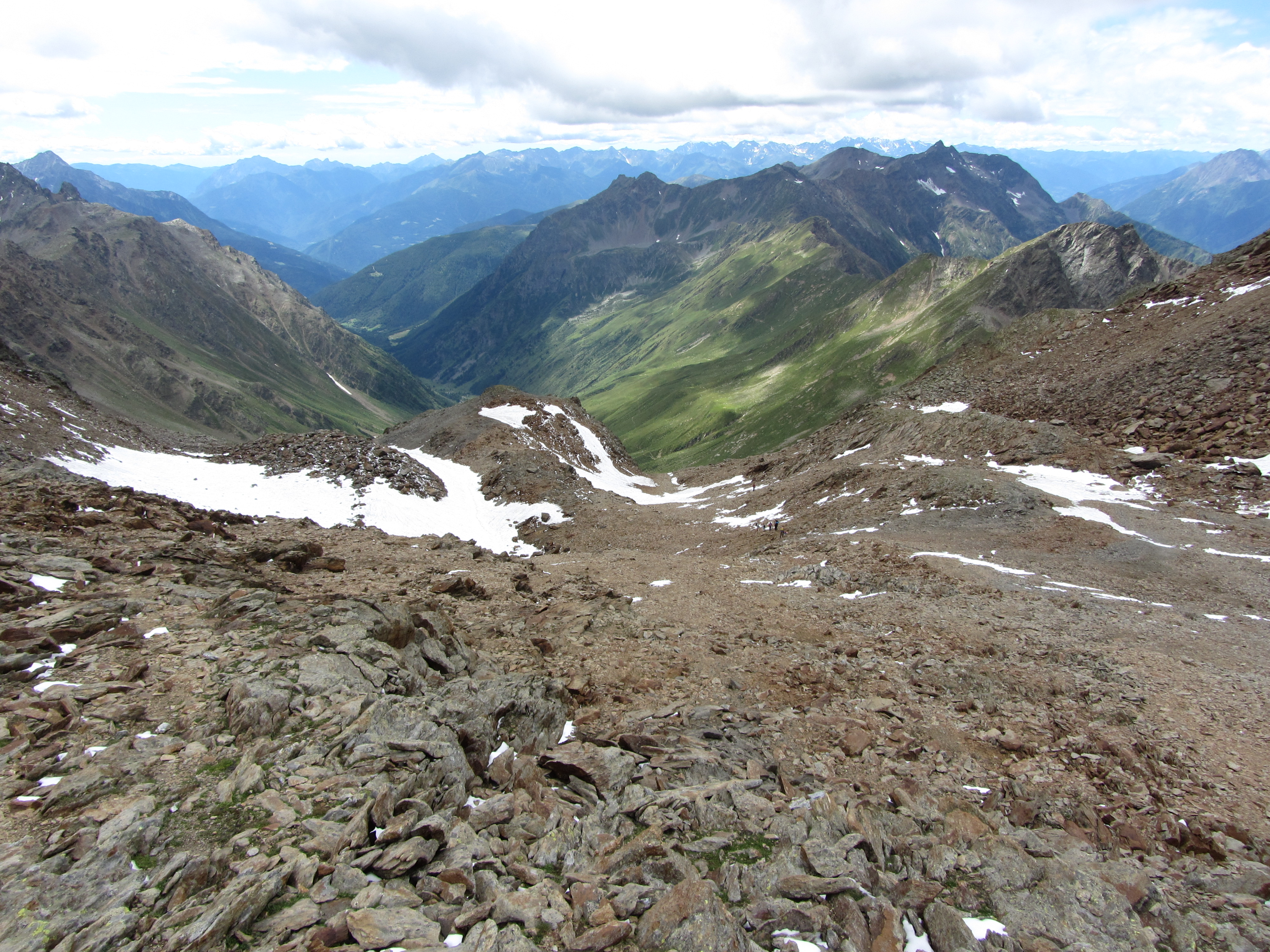
La Val Grande vista dal Passo di Pietra Rossa sul sentiero n.2

Dal Bivacco Linge si sale verso il Passo di Pietra Rossa (2963 m) che prevede un piccolo tratto esposto e delle pericolose cornici di neve al di fuori del sentiero che danno sulla vallata opposta. Il tragitto, se affrontato da escursionisti esperti, non prevede comunque tratti attrezzati particolarmente difficoltosi, se non per presenza di neve. La discesa verso la Val Grande avviene tagliando su una pietraia ed arrivando ad un bivacco molto ben fornito, intitolato all'alpinista Saverio Occhi (2047 m).

### Dal bivacco Saverio Occhi a Vezza d'Oglio
Dal bivacco Saverio Occhi si percorre tutta la Val Grande fino a Vezza d'Oglio lungo una carrereccia e, nel tratto finale, lungo una strada asfaltata. Il percorso incontra malghe ed altre abitazioni private lungo la dolce vallata.

### Collegamento tra partenza ed arrivo
Vezza d'Oglio e Ponte di Legno sono collegati tramite la strada statale 42, che non è consigliabile percorrere a piedi. A seconda del periodo, servizi bus turistici sono organizzati nell'alta Val Camonica.
Dal 2012 è stata inaugurata la nuova pista ciclo-pedonale dell'Alta Valle Camonica che collega Vezza d'Oglio a Ponte di Legno in un percorso lungo 12 km.